# Diamonds (프린세스 프린세스의 노래)
〈Diamonds〉(다이아몬드)는 일본의 걸즈 록 밴드인 프린세스 프린세스의 일곱 번째 싱글로, 1989년 4월 21일 발매되었다. (8cm CD: 10EH-3272) 이 곡으로 프린세스 프린세스는 오리콘 싱글 차트 1위를 처음으로 기록했으며 이들의 첫 밀리언 셀러이자, 동시에 발표한 모든 곡중에 가장 많은 판매고를 기록한 최대의 히트곡이기도 하다.
싱글에 수록된 모든 곡은 오쿠이 카오리가 작곡했으며, 프린세스 프린세스가 편곡했다.

## 배경
A사이드 곡은 그룹의 기타리스트 나카야마 카나코가 작사했다. 이 곡은 광고 음악으로 두 번 사용되었는데, 각각 1989년 소니의 카세트 테이프 광고와 2001년 스즈키의 Kei-SPORTS였다. 2001년 8월경 〈세계에서 가장 뜨거운 여름〉과 함께 양A면 싱글로 재발매되기도 했다.
B사이드 곡은 〈M〉이며, 그룹의 드러머 토미타 쿄코가 작사했다. 전년 발표됐던 앨범 《LET'S GET CRAZY》에 이미 수록되어있던 곡이며, 이 곡 역시 프린세스 프린세스의 대표곡이다. 이 곡은 토미타가 이니셜이 M인 남성과 헤어지고 슬픈 감정을 누르지 못해, 오쿠이와 일종의 보복을 위해 만든 곡이다. 그녀는 당시 밴드가 록을 지향하는데에 있어 이런 발라드 곡은 적합하지 않다고 생각해 곡을 누락시키려고 했지만, 스태프들이 이 곡은 버리기엔 아깝다고 판단했고, 결국 수록되었다. 〈M〉은 2005년 2월부터 유료 다운로드를 시작했으며, 2014년 11월경 다운로드 횟수가 75만 건을 초과해 일본레코드협회로부터 트리플 플래티넘을 인증받았다.

## 수록곡
| #            | 제목             | 작사            | 작곡          | 편곡 | 재생 시간 |
| ------------ | ---------------- | --------------- | ------------- | ---- | --------- |
| 1.           | 〈〈Diamonds〉〉 | 나카야마 카나코 | 오쿠이 카오리 | 5:02 |           |
| 2.           | 〈〈M〉〉        | 토미타 쿄코     | 오쿠이 카오리 | 4:34 |           |
| 총 재생 시간 | 총 재생 시간     | 총 재생 시간    | 총 재생 시간  | 9:36 |           |

## 발매 일정
| 버전                       | 일정            | 레이블       | 포맷                 |
| -------------------------- | --------------- | ------------ | -------------------- |
| 〈Diamonds〈다이아몬드〉〉 | 1989년 4월 21일 | CBS/SONY     | 8cm CD (10EH-3272)   |
| 〈Diamonds〈다이아몬드〉〉 | 1989년 4월 21일 | CBS/SONY     | 7" Vinyl (07SH-3272) |
| 〈Diamonds〈다이아몬드〉〉 | 1989년 4월 21일 | CBS/SONY     | Cassette (10WH-3272) |
| 〈DIAMONDS〉 (재발매)      | 1993년 10월 1일 | SONY RECORDS | 8cm CD (SRDL-3724)   |

## 인증
Diamonds
| 국가                                                  | 인증        | 판매량/출하량 |
| ----------------------------------------------------- | ----------- | ------------- |
| 일본 (RIAJ) Physical single                           | 3× 플래티넘 | 1,200,000^    |
| 일본 (RIAJ) Digital single                            | 플래티넘    | 250,000*      |
| *판매량을 기반으로 한 인증 ^출하량을 기반으로 한 인증 |             |               |

M
| 국가                       | 인증        | 판매량/출하량 |
| -------------------------- | ----------- | ------------- |
| 일본 (RIAJ) Digital single | 3× 플래티넘 | 750,000*      |
| *판매량을 기반으로 한 인증 |             |               |